# José María Valdez
José María Valdez, conocido como Barbarucho, fue un militar español nativo del Reino de Valencia, que combatió en la Guerra de Independencia de la Argentina en el bando realista; es particularmente conocido por haber causado la muerte del general Martín Miguel de Güemes.
Radicado desde joven en la ciudad de Salta, se dedicó al comercio como tropero —es decir, conduciendo tropas de mulas o llamas con cargas para el abastecimiento de las poblaciones— de modo que pudo conocer los múltiples senderos de la Cordillera. También se dedicaba al contrabando, destacándose por trasladar plata desde el Alto Perú a Salta, y mulas desde Salta al Alto Perú por caminos despoblados de la Puna. Entre sus patrones se contaba el también español Pedro Antonio Olañeta. De carácter intempestivo, se asignó a sí mismo el seudónimo de "Barbarucho", ya que reconocía los errores que causaba.
Al estallar la Revolución de Chuquisaca, o al año siguiente con la Revolución de Mayo, acompañó a Olañeta a unirse al Ejército Real del Perú. Su trayectoria no es bien conocida, pero participó en la campaña previa a la Batalla de Viluma. Unos días antes de esta batalla, estando de guarnición en posiciones avanzadas, fue atacado por una partida de gauchos, salvando su vida por estar bien montado; pero sus hombres fueron todos degollados.
Continuó las campañas sucesivas, generalmente como jefe de partidas de vanguardia. Cuando el general Olañeta quedó al mando del ejército del Alto Perú, fue el jefe de las avanzadas.
En 1821, el general Martín Miguel de Güemes, gobernador de la provincia de Salta y jefe de la guerra gaucha que había impedido por cinco años los ataques a las Provincias Unidas del Río de la Plata, debió enfrentar primeramente una breve guerra civil con la República de Tucumán y luego una revolución que lo derrocó, aunque pudo recuperar el gobierno sin violencia. Conociendo esta situación, Olañeta planificó un ataque indirecto sobre la ciudad de Salta: avanzó rápidamente amenazando la Quebrada de Humahuaca, pero luego retrocedió hasta el pueblo de Mojo. Mientras enviaba en secreto al coronel Valdés con una partida de cuatrocientos hombres por el "camino del despoblado" —la actual ruta 40— abandonó Mojo ostensiblemente con todos sus hombres, retirándose hacia Tupiza. Una vez que supo que los hombres de Güemes informaban a su jefe de la retirada, volvió rápidamente hacia el sur. Mientras tanto, Valdez bajó hacia la quebrada del Toro, y desde allí, por sendas escarpadas, alcanzó de noche la ciudad de Salta. El ataque tomó por sorpresa a Güemes, que alcanzó a huir pero fue herido; dado que posiblemente padecía hemofilia, la herida nunca cicatrizó y murió diez días más tarde.
Valdez ocupó la ciudad de Salta, mientras las tropas de Olañeta avanzaban rápidamente hacia el sur. Al amparo de la sorpresa que causaba la noticia de la captura de Salta y de la muerte de Güemes, tomaron primeramente San Salvador de Jujuy y enseguida se instalaron en la ciudad de Salta. No obstante, dirigidos por el coronel Jorge Enrique Vidt y el general José Ignacio Gorriti, los gauchos fueron capaces de expulsar nuevamente a los realistas de Salta. Durante los cuatro años siguientes, Salta continuó en manos independentistas, mientras en Alto Perú, gobernado por Olañeta, permaneció en manos realistas. Valdez fue uno de sus oficiales de mayor confianza durante la guerra civil entre realistas conocida como la rebelión de Olañeta.
En 1825, tras la batalla de Ayacucho de diciembre del año anterior, Valdez seguía a órdenes de Olañeta cuando el mariscal Antonio José de Sucre ocupó el Alto Perú desde el norte. Las últimas resistencias estuvieron a cargo del general Olañeta, que fue muerto por una partida de sus propios hombres que se habían pasado de bando. Tras la muerte de su jefe, el último oficial realista con mando de tropa fue el coronel Valdez, que se rindió días más tarde.
Así como se ignora su fecha de nacimiento, se desconoce por completo el resto de la vida de Valdez, así como el lugar y fecha de su fallecimiento.